# Henicesk
Henicesk (în ucraineană Генічеськ) este orașul raional de reședință al raionului Henicesk din regiunea Herson, Ucraina. În afara localității principale, nu cuprinde și alte sate.

## Demografie
Componența lingvistică a orașului Henicesk
     Rusă (68,96%)
     Ucraineană (29,35%)
     Alte limbi (0,3%)
Conform recensământului din 2001, majoritatea populației orașului Henicesk era vorbitoare de rusă (68,96%), existând în minoritate și vorbitori de ucraineană (29,35%).